# Ksenia Afanasyeva
Ksenia Dmitrievna Afanasyeva (em russo: Ксения Дмитриевна Афанасьева; Tula, 13 de setembro de 1991) é uma ex-ginasta russa que competiu em provas de ginástica artística.
Afanasyeva fez parte das equipes russas que disputaram os Jogos Olímpicos de Pequim, em 2008, China e os Jogos Olímpicos de Londres, em 2012, no Reino Unido.

## Carreira
Iniciando sua carreira júnior internacional em 2005, participou do Festival Olímpico da Juventude, conquistando a medalha de ouro no evento geral individual, No ano posterior, no Campeonato Europeu Júnior, realizado em Vólos, a ginasta conquistou o ouro no evento geral por equipes.
No Campeonato Europeu de Clermont-Ferrand, conquistou a medalha de prata por equipes, atrás da equipe romena. Em sua primeira aparição olímpica, nos Jogos Olímpicos de Pequim, Ksenia ao lado de Ksenia Semenova, Anna Pavlova, Ekaterina Kramarenko, Lyudmila Grebenkova e Svetlana Klyukina, conquistou a quarta colocação geral por equipes. Na final do concurso geral, havia se classificado em sexto lugar na final geral, mas suas companheiras de equipe Anna Pavlova e Ksenia Semenova, estavam melhores classificadas, e como a regra só permite duas ginastas por nação, a ginasta não pode competir. Classificada para a final da trave, terminou o evento na sétima colocação, em prova vencida pela americana Shawn Johnson.
Em 2009, participando do Campeonato Europeu de Milão, conquistou a medalha de prata no concurso geral, atrás de sua compatriota Ksenia Semenova. Classificada para a final das barras assimétricas, terminou apenas na quarta colocação, empatada com a francesa Youna Dufournet. No evento seguinte, a Copa Russa, conquistou a medalha de prata no individual geral, e a medalha de ouro na trave e no solo.

## Principais resultados
| Ano  | Evento                                    | AA                | Equipe           | Salto sobre o cavalo | Trave            | Barras assimétricas | Solo             |
| ---- | ----------------------------------------- | ----------------- | ---------------- | -------------------- | ---------------- | ------------------- | ---------------- |
| 2008 | Campeonato Europeu                        |                   | Medalha de prata |                      |                  | 7º                  |                  |
| 2008 | Jogos Olímpicos                           |                   | 4º               |                      | 7º               |                     |                  |
| 2009 | Campeonato Europeu                        | Medalha de prata  |                  |                      |                  | 4º                  |                  |
| 2009 | Copa Russa                                | Medalha de prata  |                  |                      | Medalha de ouro  | 8º                  | Medalha de ouro  |
| 2010 | Pacific Rim Championships                 | Medalha de bronze |                  |                      | 4º               | Medalha de bronze   | 6º               |
| 2010 | Copa Japão                                | Medalha de ouro   | Medalha de ouro  |                      |                  |                     |                  |
| 2010 | Copa Russa                                | Medalha de prata  |                  |                      |                  | 5º                  | Medalha de prata |
| 2010 | Campeonato Mundial de Ginástica Artística |                   | Medalha de ouro  |                      |                  |                     | 8º               |
| 2011 | Copa do Mundo – Moscou                    |                   |                  |                      | Medalha de prata |                     | Medalha de prata |
| 2011 | Campeonato Mundial de Ginástica Artística |                   | Medalha de prata |                      |                  |                     | Medalha de ouro  |
| 2012 | Jogos Olímpicos                           |                   | Medalha de prata |                      | 5°               |                     | 6°               |
| 2013 | Campeonato Europeu                        |                   |                  |                      |                  |                     | Medalha de ouro  |
| 2015 | Campeonato Europeu                        |                   |                  | Medalha de bronze    |                  |                     | Medalha de ouro  |
| 2015 | Campeonato Mundial de Ginástica Artística |                   | 4º               |                      |                  |                     | Medalha de prata |
| 2016 | Campeonato Europeu                        |                   | Medalha de ouro  | Medalha de bronze    |                  |                     |                  |